# القرار يرجع إلينا

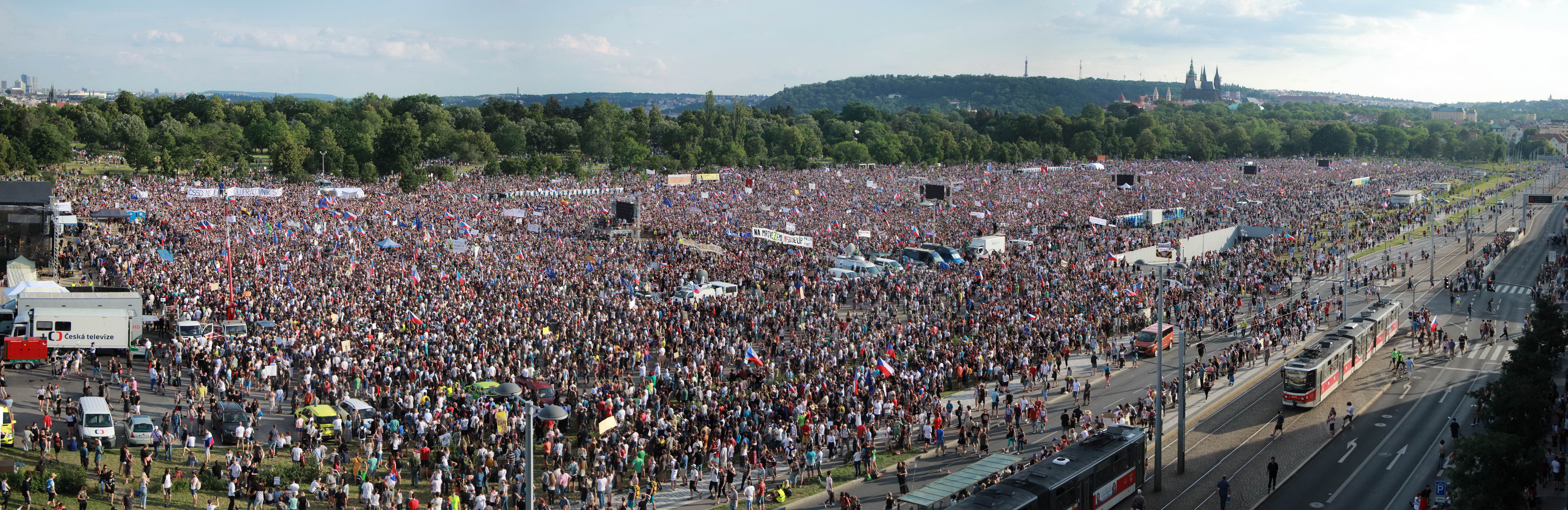
صورة المظاهرة من قلعة براغ في الخلفية على اليمين

القرار يرجع إلينا (بالتشيكية: Je to na nás!) كانت مظاهرة سياسية عقدت في 23 يونيو 2019 في ليتنا في براغ، كجزء من سلسلة أوسع من الاحتجاجات في البلاد. كان هذا أكبر احتجاج في جمهورية التشيك منذ سقوط الشيوعية في عام 1989، حضره حوالي 250.000 شخص، طالب العديد منهم باستقالة رئيس الوزراء التشيكي أندريه بابيس ووزيرة العدل ماري بينيسوفا. كانت هذه هي المظاهرات الـ14 من بين 15 التي نُظمت ضد بابيس وبينيسوفا في ربيع 2019، ونظمتها جمعية الحملة التشيكية ميليون تشفيليك برو ديموكراسي.
كان الدافع الرئيسي للاحتجاج هو تضارب المصالح المزعوم لرئيس الوزراء الذي كان يخضع لتحقيق جنائي فيما يتعلق بإعانات الاتحاد الأوروبي، ويُعتقد أيضًا أنه اختار حليفًا سياسيًا بينيسوفا كوزير للعدل، مما قد يهدد نظام العدالة التشيكي. وانتقدت الاحتجاجات أيضًا الرئيس التشيكي ميلوش زيمان الذي قال المنظمون والمتحدثون إنه يضر المصالح التشيكية بسلوكه والمواقف المؤيدة لروسيا والصين.
قال بابيش لوسائل إعلام تشيكية إنه بينما يحترم حق الناس في إبداء الرأي، إلا أنه لم يفهم الأسباب الكامنة وراء الاحتجاجات.